# 黃九成
黃九成（1536年—？），字子韶，號少南，陝西漢中府城固縣人，民籍，明朝政治人物。

## 生平
乙卯科（1555年）陝西鄉試第七名舉人。嘉靖三十五年（1556年）中式丙辰科三甲第一百二十八名進士。刑部观政，授户部主事，四十一年升郎中，四十二年升山东佥事，隆慶元年八月升河南右参议，改山西，五年正月升四川按察司副使，六年七月致仕。

## 家族
曾祖黃柱，知縣；祖父黃暘，縣丞；父黃藻，貢士贈戶部郎中加僉事。母樊氏，贈安人加宜人。兄黄九功（生員）。